# Матвєєв Геннадій Костянтинович

Геннадій Костянтинович Матвєєв (нар.21 серпня 1908, с. Пектубаєво Яранського повіту В'ятської губернії Росії — пом.23 січня 1996, Київ) — український юрист-цивіліст, засновник Київської школи міжнародного приватного права.

## Освіта
- 1928 — розпочав навчання на юридичному факультеті Казанського університету.
- 1933 — прийнятий на навчання до аспірантури,
- 1935 — відкликаний з аспірантури на викладацьку роботу.
- 1939 — захистив кандидатську дисертацію.
- 1951 — захистив докторську дисертацію на тему «Вина як підстава цивільно-правової відповідальності».

## Кар'єра
У вересні 1938 р. його переводять на роботу до Київського університету. Брав участь як офіцер Радянської армії у Другій світовій війні. Повернувшись з бойовими нагородами у 1946 р. до Києва, продовжує працювати у Київському університеті, був деканом юридичного факультету (1949).
В 1947 р. був обраний членом Верховного Суду УРСР, у складі якого (не припиняючи роботи в університеті) працював до 1952 р.
Його син, Матвєєв Юрій Геннадійович († 1990) — правознавець, доктор юридичних наук, професор.